# Népliget (stacja metra)
Népliget  - stacja budapeszteńskiego metra znajdująca się w ciągu niebieskiej linii podziemnej kolejki. Posiada jeden - centralnie ulokowany - peron. Na powierzchni - w sąsiedztwie stacji - znajduje się dworzec autobusów międzynarodowych.